# Phare de Cape Kormakitis
Le phare de Cape Kormakitis est un phare actif situé dans le District de Kyrenia (République turque de Chypre du Nord) dans le nord-ouest de l'île de Chypre, face à la Turquie.

## Histoire
Le phare se trouve sur un promontoire escarpé de la côte nord-ouest à environ 25 km à l'ouest de Lapta.

## Description
Le phare est une tour métallique pyramidale à claire-voie, de 20 m de haut, avec balcon et lanterne sur un socle en béton. La tour est peinte en blanc. Il émet, à une hauteur focale de 30 m deux éclats blancs toutes les 20 secondes. Sa portée est de 15 milles nautiques (environ 28 km).
Identifiant : ARLHS : CYP007 ; KTGK-33250 - Amirauté : N5904 - NGA : 20976 .

### Lien connexe
- Liste des phares de Chypre